# Prince of Persia: Warrior Within
Prince of Persia: Warrior Within (в русской локализации Принц Персии: Схватка с судьбой) — компьютерная игра из серии Prince of Persia, разработанная и изданная компанией Ubisoft; вторая игра в сюжетной подсерии о Песках времени. Версия для платформы PlayStation Portable вышла в декабре 2005 под названием Prince of Persia: Revelations (рус. Принц Персии: Откровения).
Из-за наличия возможности расчленять врагов, присутствия в игре бранной лексики и откровенно одетых женских персонажей она имеет рейтинг «Mature» (17+). В некоторых европейских странах (в частности, в Германии) игра была издана без крови и расчленёнки, в результате чего она стала доступна для более молодой аудитории.

## Сюжет
Принц Персии в попытке изменить свою судьбу отправляется на Остров Времени, где когда-то давно Императрица Времени создала Пески Времени и Кинжал Времени, откуда они позже были украдены тем самым индийским Махараджей, на дворец которого армия принца вместе с его отцом напали в первой части игры. Принц намерен встретиться с Императрицей и предотвратить создание Песков Времени, тем самым полностью отменив их существование в истории. По пути на остров на корабль принца нападают песчаные демоны во главе с некой женщиной, Шади. В битве принц теряет корабль, своих людей и оружие, но добирается до Острова Времени. Преследуя Шади, он видит, как она уходит через некий портал, и следует за ней.
Дальнейшие приключения Принца на Острове времени будут постоянно приводить его к порталам во времени, использующим всё тот же Песок Времени, и Принц будет иметь возможность перемещаться из цветущего прошлого Острова Времени (отличающегося целыми постройками и активно работающими механическими ловушками) в мрачное настоящее (тёмное, полное развалин, новых препятствий и новых ловушек).
Принц убивает Шади, спасая некую девушку, называющую себя Кайлиной, которая утверждает, что Императрица Времени не захочет видеть Принца и будет заниматься созданием Песков. Тем не менее, Кайлина объясняет Принцу устройство замка и способ открыть ворота в тронный зал, где находится Императрица.
В течение игры Принца преследует Дахака — бессмертное существо, которое является Хранителем Времени, способное возникать в самый неожиданный момент. Дахака охотится на Принца, поскольку тот остался жив и сумел изменить свою судьбу, что Дахака должен исправить. Принц надеется, что, предотвратив создание Песков, он «отменит» события, произошедшие в первой игре, когда из-за открытия Песочных часов Принцу пришлось изменять поток времени. А если в прошлом Принц не изменит поток Времени, то он избавится от преследования Дахаки.
Помимо Дахаки, Принц также постоянно встречается с неким человекоподобным существом, которое, похоже, тоже хочет смерти Принца. Но позже странное существо погибает от рук возникшего Дахаки, после чего тот перестаёт преследовать Принца. Принц открывает тронный зал и узнаёт, что Кайлина и есть Императрица Времени, и в бою убивает её (в прошлом). Принц уже хочет уйти с Острова Времени, однако его снова преследует Дахака. Принц понимает, что проиграл из-за того, что из тела убитой Императрицы появился Песок Времени, который позже и выкрал Магараджа. То есть, пытаясь изменить прошлое, Принц помог осуществиться настоящему. Но Принц не сдаётся и, сбегая в очередной раз от Дахаки, неожиданно оказывается в гробнице в подземельях Острова, где читает на стенах историю о Маске Песчаного Духа, которая способна вернуть в прошлое и дать шанс изменить свою судьбу, но снять её можно, только когда другое «я» надевшего маску, существующее в том же времени, умрёт. Принц надевает маску, превращаясь в того самого духа, который оказывается тем странным существом, которое Принц видел ранее (то есть он видел самого себя), и решает убить Кайлину в настоящем времени, надеясь, что, если Пески будут созданы только в настоящем, то Махараджа и его армия не смогут выкрасть их с острова, таким образом, Дахака перестанет его преследовать, потому что в этом случае Пески не будут выпущены на свободу. Когда снова возникает Дахака в том месте, где Песчаный Дух погиб, Принц уворачивается от щупальцев Дахаки, чем позволяет ему схватить своё второе «я». После смерти своего двойника маска призрака начинает отторгаться, а Принц принимает свою обычную форму. Он снова направляется в тронный зал, где после неудачной попытки уговорить Кайлину разбивает трон и буквально «заталкивает» Кайлину в портал.
Финал игры зависит от того, какой меч у Принца в руках — Меч Скорпиона или Меч Воды, который можно получить, если найти все 9 пьедесталов, увеличивающих максимальное здоровье Принца. Если у Принца Меч Скорпиона, он должен убить в финальном бою Кайлину, заманив её предварительно через портал в настоящее время, и тогда после победы героя над Императрицей Дахака забирает тело Кайлины и песок из Амулета Времени, и Принц может покинуть остров.
Если же у Принца есть Меч Воды, то, когда он и Кайлина оказываются в настоящем времени, появляется Дахака, на этот раз пришедший за Кайлиной, поскольку она находится не в своём времени. Водяной Меч — единственное оружие, способное убить Дахаку, и Принц вступает с ним в бой, спасая Императрицу, затем они покидают Остров Времени вместе. В обоих вариантах развития событий Принц предотвращает само создание Песков Времени и возможность для Махараджи позже украсть их с острова, и таким образом отменяются события первой игры.
Третья часть игры, Prince of Persia: The Two Thrones, основывается на второй, более «счастливой» концовке.

## Персонажи
- Принц Персии (англ. Prince) — прибыл из Вавилона на Остров Времени, надеясь предотвратить создание Песков Времени. Он очень силён, очень ловок, имеет огромный опыт в битвах и сражениях и мастерски владеет холодным оружием, как в одной, так и в двух руках. Вспыльчив, хотя рассудителен. В оригинальной английской версии его озвучивает Робин Аткин Даунс[2], в русской локализации — Пётр Иващенко.
- Дахака (англ. Dahaka) — демон, хранитель потока времени, целью которого является убить Принца за то, что он нарушил поток времени, изменив своё будущее с помощью Песков Времени, и остался жив. Дахака не владеет оружием, но убить его невозможно. Ограничивает Дахаку только вода, поскольку та является олицетворением жизни и, следовательно, противоестественна для Дахаки, который является вестником смерти. Меч Воды — единственное оружие, носящее в себе водяные свойства и способное убить Дахаку. Не имея возможности победить врага, Принц вынужден спасаться бегством и прятаться за завесами воды. Но в секретной концовке игры Принц вынужден сражаться с Дахакой и может победить его с помощью Меча Воды и способностей Кайлины. В основном Дахака сражается своими щупальцами, которые он выпускает из живота. Может телепортироваться на короткие расстояния и прыгать на дальние.
- Кайлина (англ. Kaileena) — она же Императрица времени (англ. Empress of Time). Так же, как и Принц, Кайлина хочет изменить свою судьбу, в потоке времени она увидела, что Принц должен её убить, поэтому она прилагает все силы, чтобы уничтожить его. Она скрывает, что является Императрицей, и представляется её слугой. Кайлина владеет тем же оружием и стилем боя, что и Шади, но гораздо более опасна, так как может пробивать блок Принца, перемещаться с большой скоростью, замедлять время, призывать песчаные смерчи и императорскую гвардию. Сражаться с ней нужно от одного до двух раз (в зависимости от концовки). В оригинальной английской версии её озвучивает итальянская актриса Моника Беллуччи, в русской локализации — Елена Соловьёва.
- Шади (англ. Shahdee) — правая рука Императрицы и опасный боец, владеющий двумя мечами. Была послана Императрицей убить Принца, но терпит неудачу, из-за чего Императрица начинает её бить. Шади не стерпела унижения и напала на Императрицу, но появление Принца отвлекает её. Принц убивает Шади, думая, что спас Кайлину. Шади — опасный боец, владеющая двумя мечами и может пробивать блок Принца. Сражаться с ней надо два раза — на корабле и когда она будет спорить с Кайлиной. В оригинальной английской версии её озвучивает Алисин Паккард, в русской локализации — Зинаида Андреева.
- Песчаный дух (англ. Sandwraith) — альтер эго Принца. Принц превращается в Песчаного Духа в одном из этапов игры, надев Маску Песчаного духа. Песчаный Дух может без ограничений использовать силы Песков Времени, но его здоровье постоянно убывает, восстановить его он может так же, как и Принц в обычном состоянии.
- Старик (англ. Old Man) — наставник Принца, который рассказывает герою об Острове Времени и его Императрице. Появляется только в начальной заставке. Он не верит ни в удачу, ни в то, что человек может сам творить свою судьбу, чем и отличается от принца.

## Игровой процесс
Игровой процесс в общем схож с первой частью игры, хотя гораздо большее внимание уделено схваткам. Боевая система расширена, включает возможность подбирать второе оружие в левую руку и богата на разнообразные комбо-атаки для одного и двух оружий, а также наличествует расширенная боевая акробатика (например, существует несколько вариантов ударов с отскоком от стены и отбрасывания врага), броски дополнительного оружия и даже возможность убить врага удушением или броском в пропасть.
Принципиальным новшеством в игровом процессе является его нелинейность, по сравнению с первой частью игры: большая часть Острова Времени открыта для посещения, и можно относительно свободно перемещаться в любом направлении. Также существуют Порталы времени, позволяющие перемещаться в богатое и цветущее прошлое Острова или в разрушенное и мрачное настоящее, таким образом давая возможность перемещаться по двум довольно сильно различающимся версиям игрового мира. При первом использовании каждого Портала времени Принц получает новые способности в управлении временем и песками. Также каждый раз при переходе через портал Принц восполняет запас Песков.
Препятствием свободному путешествию по Острову являются разнообразные сюжетные помехи. Например, чтобы получить доступ к системе мостов, открывающих путь к разным частям Острова, нужно сначала получить специальный Змеиный меч-ключ. Другой меч — Скорпионий клинок, требуется для разбивания ветхих стен, скрывающих новые секретные проходы. Также на Острове много игровых секретов: 9 увеличивающих максимальное здоровье пьедесталов, многочисленные содержащие секреты (в основном рисунки) сундуки и несколько видов секретного оружия в левую руку.
В течение игры можно найти до 9 мест апгрейда максимума здоровья. Эти места созданы по одному принципу. Вход в подобное место обычно замаскирован, если игрок находит этот вход, то он попадает в коридор с ловушками посложнее, пройдя которые, находит стену с отверстием. Вставив свой амулет в неё, Принц увеличивает максимум своего здоровья. После этого все ловушки отключаются и выйти обратно можно без каких-либо сложностей. Эти места не обязательны для посещения, можно пройти игру, не посетив ни одно из них. После посещения всех 9 пьедесталов можно получить удвоенную линейку здоровья. В зале с песочными часами, в центре круга из странных символов появится пьедестал с Водным мечом, мощнейшим оружием в игре.
Несколько раз за игру встречаются эпизоды с Дахакой, где игроку необходимо убегать очень быстро, мгновенно ориентируясь на местности, поскольку, настигнув Принца, Дахака убивает его с одного удара.
Сохранить достижения в игре можно только в специальных местах с фонтанами, одновременно восстановив здоровье.

### Оружие
Принц может владеть основным оружием — различными мечами, которые по мере прохождения сюжета герой меняет на новые, обладающие различными возможностями, а также дополнительным оружием — холодным оружием различных классов от кинжалов до топоров и молотов, которые Принц отбирает у поверженных врагов или находит, это дополнительное оружие ломается от использования в бою.
Также в игре можно найти и секретное оружие, большая часть которого шуточная по внешнему виду, но обладает специальными возможностями, например, плюшевый медвежонок, который восстанавливает здоровье Принца при ударах по врагам.

### Revelations
В порте для карманной приставки PSP был несколько изменён геймплей:
- убраны кровь и расчленение врагов в европейской версии игры.
- враги часто носят оружие, не соответствующие их классам, например, Хранители могут носить ножи, а Силуэты — метать топоры.
- добавлен ещё один приём — при отнимании оружия Принц может перерезать горло противнику.
- при повторном посещении локации разрушенные кувшины восстанавливаются.

Совершенно новые локации, добавляющие несколько часов игры:
- сторожевая башня расположена между тронным и центральным залом, её необходимо активировать для продвижения дальше.
- огромные дворцовые подвалы, расположенные под Садовой башней и представленные пещерами, по которым течёт подземная река.
- большая карта-головоломка и множество подсобных помещений, находящихся по пути в Механическую башню.
- увеличенный период игры за Песчаного духа, включающий множество коридоров с ловушками, реку жидкой лавы и алтарный зал с огромными статуями духов четырёх стихий.

## Пески Времени
Принц, как и в первой части игры, способен управлять силой Песков Времени, хотя кинжалом он уже не обладает — теперь сила Песков заключена в Медальоне Времени, который Принц носит в своей броне, и который же носила принцесса Фара в первой части игры. Тем не менее, в начале игры, хотя и имея отсеки Песка, Принц ничего не умеет. Новые силы приходят к нему при каждом переходе через Портал Времени. Отсеков для Песка может быть не более шести, и есть всего один тип отсеков, в отличие от двух в первой части. Восстанавливать песок можно из врагов, некоторых разбиваемых кувшинов и сундуков, а также при любом прохождении через Портал Времени.
Силы Песков становятся доступными постепенно, и большинство из них схожи с Силами Песков в первой части игры:
- Возврат (англ. Recall) — также называемый отмоткой, аналогичен таковой функции в первой части игры, позволяет отмотать время назад, отменив неудачный прыжок или смерть, однако отмотка ограничена восемью секундами, против десяти секунд в первой части игры. Время также отматывается быстрее. Расходует один отсек Песка.
- Глаз Бури (англ. Eye of the Storm) — является улучшенным Замедлением из первой части, замедляет весь мир, кроме Принца, давая значительное преимущество в скорости и реакции, увеличивая его способности в бою и прохождении ловушек. Расходует один отсек Песка.
- Дыхание Судьбы (англ. Breath of Fate), Ветер Судьбы (англ. Wind of Fate), Шторм Судьбы (англ. Cyclone of Fate) — три становящиеся постепенно доступными атаки, заменяющие друг друга, каждая из которых сбивает всех врагов вокруг Принца с ног и отбрасывает их, нанося повреждения; каждая следующая атака существенно мощнее предыдущей, так, Шторм Судьбы убивает большинство врагов. Расход Песка регулируется и может быть увеличен за счёт увеличения повреждений.
- Ярость Времени (Ravages of Time) — улучшенная версия Спешки из первой части игры, окрашивает экран в красный свет и даёт Принцу огромную скорость атаки, одновременно замедляя врагов. Расходует два песочных резервуара.

## Графика
На момент выхода игра отличалась весьма современной графикой. В игре используется игровой движок Jade, он использовался в первой части трилогии Prince of Persia: The Sands of Time, однако был доработан. Так, улучшились освещение, тени, увеличилось число полигонов на модель, увеличилось разрешение текстур. Помимо этого, стало возможным поиграть на видеокартах, не имеющих поддержки пиксельных шейдеров (по-видимому, вертексные шейдеры эмулировались силами центрального процессора), в частности, GeForce MX440.

## Java
В 2004 году была выпущена версия игры для мобильных телефонов. Её разработкой занималась компания Gameloft, а изданием — Ubisoft Entertainment. Игра представляет собой типичный 2D-платформер. В игре присутствует два режима — «Приключение» и «Арена», первый представляет собой сюжетное прохождение уровней, а второй — последовательное прохождение 15 коротких уровней, которые заполнены различными противниками.
В числе противников: Рейдеры, Хранители, Вороны и Песчаный дух как финальный босс, а среди ловушек: шипы из пола, лезвия из стен и молоты с потолков. В игре реализована система комбо, а за прохождение уровней и «Арены» Принц получает новые приёмы. Сила песков времени отсутствует, за исключением некоторых моментов, когда Принц получает возможность останавливать время, чтобы преодолеть очень быстрые ловушки.
Сюжет игры примерно соответствует сюжету изначальной версии, но значительно сокращён и частично изменён. Принц прибывает на Остров времени, чтобы убить Императрицу времени, которая охотится за ним из-за того, что тот использовал Песок времени для изменения своей судьбы. На его корабль нападают слуги Императрицы и убивают всех его людей. Тем не менее, Принц попадает на остров и узнаёт, что ему необходимо отправиться в прошлое, чтобы победить Императрицу. Он находит портал в прошлое, Императрица предлагает герою служить ей, но тот отказывается, и тогда хозяйка острова снова отправляет Принца в настоящее. Тогда юноша находит ещё один портал и снова попадает в прошлое. В этот раз Императрица приготовила Принцу бой, в котором нельзя выиграть, — она приказывает убить его Песчаному духу, версии Принца из другого потока времени, который согласился на предложение императрицы, стал её слугой и получил неуязвимость. Тем не менее, Принц хитростью побеждает своего двойника и рушит планы Императрицы.

## Критика
| Сводный рейтинг    | Сводный рейтинг | Сводный рейтинг     | Сводный рейтинг | Сводный рейтинг | Сводный рейтинг |
| Издание            | Оценка          | Оценка              | Оценка          | Оценка          | Оценка          |
| Издание            | GC              | PC                  | PS2             | PSP             | Xbox            |
| ------------------ | --------------- | ------------------- | --------------- | --------------- | --------------- |
| GameRankings       | 84,58 %         | 80,88 %             | 85,57 %         | 67,92 %         | 84,97 %         |
| Metacritic         | N/A             | 83/100 (29 reviews) | N/A             | N/A             | N/A             |
| Иноязычные издания |                 |                     |                 |                 |                 |
| Издание            | Оценка          | Оценка              | Оценка          | Оценка          | Оценка          |
| Издание            | GC              | PC                  | PS2             | PSP             | Xbox            |
| 1UP.com            | N/A             | B+                  | N/A             | N/A             | N/A             |
| Eurogamer          | N/A             | N/A                 | N/A             | N/A             | 7/10            |
| GameSpot           | N/A             | 8,6/10              | N/A             | N/A             | N/A             |
| GameSpy            | N/A             | [ 13 ]              | N/A             | N/A             | N/A             |
| IGN                | N/A             | 8,6/10              | N/A             | N/A             | N/A             |

В целом игра получила положительные отзывы, но многие рецензенты отмечали и недостатки.
Джордан Мекнер, создатель оригинальной игры Prince of Persia 1989 года, не принимал участие в работе над этой игрой, в отличие от прошлой The Sands of Time. В интервью журналу Wired он сказал: «я не любитель художественного направления или насилия, которые заслуживают рейтинг M. Сюжет, персонажи, диалоги, озвучивание и визуальный стиль не в моём вкусе».
Игра получила премию BAFTA в области игр 2005 года в номинации Gamecube.
Веб-комикс Penny Arcade спародировал Принца в одном из выпусков, утверждая, что когда-то остроумный, симпатичный персонаж превратился в более агрессивного и готического, став «шаблонным задумчивым крутым парнем с нулевой личностью».

## Саундтрек
Композитором является Стюарт Чатвуд, также создавший оригинальные саундтреки для Prince of Persia: The Sands of Time, Prince of Persia: The Two Thrones, Prince of Persia (2008).
Оригинальная смесь восточной музыки и метала звучит на протяжении всей игры.
Также в игре присутствует музыка из песен «I Stand Alone» (побеги от Дахаки), «Straight Out of Line» (финальные титры) группы Godsmack, ставшие официальным саундтреком.